# Haushaltsnotlage
Unter einer Haushaltsnotlage versteht man eine Situation eines öffentlichen Haushalts, in der durch eigene Maßnahmen auch langfristig der Haushalt nur durch steigende Staatsverschuldung zum Ausgleich zu bringen ist. Ursache hierfür sind regelmäßig Lasten aus der Vergangenheit, also hohe aufgelaufene Schulden und andere Verpflichtungen, insbesondere Personalkosten.

## Unterschied zum Staatsbankrott
Die Steuerungsfähigkeit des Haushalts kann verloren gehen, da auf der einen Seite Steuereinnahmen nicht unbegrenzt steigerungsfähig sind und auf der anderen Seite laufende Verbindlichkeiten bedient werden müssen, um die Zahlungsfähigkeit nicht zu gefährden. Sind diese Zahlungsverpflichtungen so hoch, dass sie durch die laufenden Einnahmen nicht zu decken sind, kann auch durch Ausgabenkürzungen der Etat nicht saniert werden und gerät außer Kontrolle. Als einziger Ausweg bleibt eine immer weiter gesteigerte Nettoneuverschuldung.
Damit ist der Zustand der Haushaltsnotlage der Zahlungsunfähigkeit des Staates vorgelagert. Kreditgeber werden in dieser Situation Zweifel daran hegen, dass zukünftig ihre Kredite bedient werden können. Daher werden sie einen Risikozuschlag in Form höherer Kreditzinsen verlangen. In der Praxis erfolgt dies durch ein verschlechtertes Rating.

## Situation in Deutschland
Die Bundesrepublik Deutschland selbst kann wie jeder andere Staat in eine Haushaltsnotlage geraten. Besonderheiten gelten aber für die Haushalte der Länder. In diesem Zusammenhang wird der Begriff der Haushaltsnotlage auch meistens verwendet.
Aus Art. 20 Abs. 1 GG leitet das Bundesverfassungsgericht die Pflicht von Bund und Ländern ab, füreinander auch in finanzieller Hinsicht einzustehen. Dementsprechend sieht § 12 Abs. 4 des Maßstäbegesetzes die Möglichkeit vor, Bundesergänzungszuweisungen im Länderfinanzausgleich zum Ausgleich einer extremen Haushaltsnotlage zu gewähren. § 11 Abs. 6 des bis Ende 2004 geltenden Finanzausgleichsgesetzes sah solche Zahlungen des Bundes an die Länder Bremen und Saarland vor. Das neue seit 2005 geltende FAG sieht keine solchen Zahlungen mehr vor.

### Urteil des BVerfG von 1992
In einem 1992 ergangenen Urteil hat das Bundesverfassungsgericht Saarland und Bremen einen Anspruch auf Sanierungshilfen zugesprochen. Es hat dabei festgestellt, beide Länder befänden sich in einer extremen Haushaltsnotlage.
Es hat zwei Indikatoren für die Feststellung der Haushaltsnotlage benutzt:
- Die Kreditfinanzierungsquote, also das Verhältnis der Nettokreditaufnahme zu den Gesamtausgaben des Landes;
- Die Zins-Steuer-Quote, also das Verhältnis der auf die Schulden zu zahlenden Zinsen zu den Steuereinnahmen.

Zudem hat das Gericht diese Lage als eine extreme Haushaltsnotlage eingestuft, da zur Haushaltssanierung so hohe Mittel notwendig seien, dass es für die betroffenen Länder aussichtslos sei, diese Mittel durch Steuereinnahmen oder den normalen Finanzausgleich zu erwirtschaften. Dabei hat das Gericht allerdings keine festen Grenzwerte aufgestellt, sondern lediglich die genannten Indikatoren für die Länder berechnet und festgestellt, dass in dieser Situation „jedenfalls“ eine extreme Haushaltsnotlage vorliegt.

### Urteil des BVerfG vom 19. Oktober 2006 (Berlin-Klage)
Das Land Berlin hat beim Bundesverfassungsgericht im September 2003 einen Normenkontrollantrag mit dem Ziel, vom Bund Sanierungshilfen zu erhalten, eingereicht. In seiner Klageschrift beruft sich Berlin dabei ausdrücklich auf das Urteil des Verfassungsgerichts von 1992. Die damals für das Saarland und Bremen festgestellten Werte der Indikatoren seien für Berlin teilweise noch weit dramatischer. Am 19. Oktober 2006 wies das Gericht den Normenkontrollantrag zurück. Dabei hob das Gericht hervor, dass Sanierungshilfen des Bundes und der übrigen Länder ein Fremdkörper im System des Länderfinanzausgleichs seien. Sie könnten daher nur in absoluten Ausnahmefällen gewährt werden. Keine Sanierungshilfen könne es geben, wenn damit nur eine fehlerhafte Finanzverteilung in den vergangenen Jahren oder politische Fehlentscheidungen abgefedert werden sollten. Die extreme Haushaltsnotlage müsse einen föderalen Notstand auslösen, der den Bestand des betreffenden Landes gefährde. Dies liege im Falle Berlins nicht vor. Zum einen habe die Finanzkrise noch kein derartiges Ausmaß angenommen, dass die Handlungsfähigkeit Berlins lahmgelegt werde. Zum anderen leiste sich Berlin nach wie vor gegenüber dem vergleichbaren Stadtstaat Hamburg überproportional hohe Ausgaben in den Bereichen Kultur, Wissenschaft und Wohnungsförderung.

### Aktuelle Verfahren
Das Saarland und Bremen haben ebenfalls Verfassungsklage auf Fortsetzung ihrer Sanierungshilfen eingereicht.

## Situation in der Eurozone
Niedrige Nominalzinsen und Realzinsen etwa seit der Einführung des Euro haben die Situation der Haushalte etwas erleichtert. Nach der Wiedervereinigung wurden hohe Schulden zur Finanzierung der deutschen Einheit zu hohen Nominalzinsen aufgenommen; diese Kredite sind inzwischen teilweise ausgelaufen und wurden durch deutlich zinsgünstigere ersetzt. Es gibt eine Staatsschuldenkrise im Euroraum. Davon sind mehrere Euro-Länder betroffen, namentlich die PIIGS-Staaten. Anlässlich der griechischen Staatsschuldenkrise beschlossen die Länder der Euro-Zone im Mai 2010 einen „Eurorettungsschirm“. Die vor der Einführung des Euro vereinbarte Nichtbeistandsklausel wurde durch eine weite Interpretation faktisch weitgehend außer Kraft gesetzt. Im Juli 2011 stellte die EU die Weichen, daraus eine permanente Konstruktion zu machen (siehe Europäischer Stabilitätsmechanismus).